# Vojislav Melić
Vojislav „Vojkan“ Melić (v srbské cyrilici Војислав Војкан Мелић; 5. ledna 1940 – 7. dubna 2006) byl jugoslávský fotbalista. Byl jedním z nejvšestrannějších a nejzkušenějších hráčů, které Jugoslávie v 60. letech měla. Vojislav strávil část své kariéry ve Francii a hrál na Mistrovství světa ve fotbale 1962.

## Život
Melić odehrál svůj první zápas za Crvenou zvezdu v srpnu 1960. Odehrál 312 zápasů a vstřelil 54 gólů. Získal zde také „dvojitou korunu“: v sezóně 1963/64 vyhrál mistrovství republiky i klubový pohár.
Melić byl členem jugoslávské reprezentace a ve 27 zápasech vstřelil 2 góly. Byl to velmi všestranný hráč, který byl schopen hrát téměř na jakékoliv pozici (od pravého i levého obránce/záložníka/křídla až po útočníka). Oficiálně nastupoval v národním týmu na 7 různých pozicích. Ve svém prvním zápase za národní tým proti Kolumbii na Mistrovství světa ve fotbale 1962 v Chile vstřelil svůj první gól. Jugoslávie skončila na 4. místě.
Melić také hrál ve 3 zápasech za jugoslávský tým do 20 let v letech 1959–1961.
Melić hrál v letech 1967–1973 za francouzský Sochaux a v letech 1973–1977 za Béziers.
Ve své trenérské kariéře pokračoval v Béziers, FK Mačva Šabac, FK Crvenka a mládežnických výběrech Crvenky až do své smrti.
Melić zemřel 7. dubna 2006 v Bělehradě v Srbsku.